# Johann Thomas Hensing

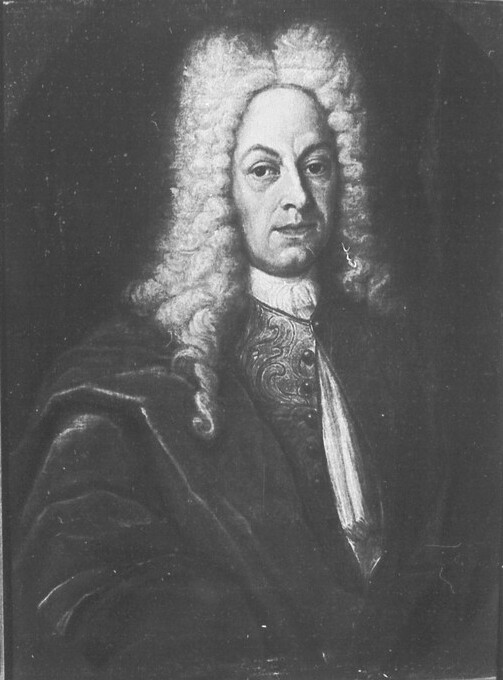
Bildnis von Johann Thomas Hensing in der Gießener Professorengalerie

Johann Thomas Hensing (* 30. August 1683 in Frankfurt am Main; † 27. August 1726 in Gießen) war ein hessischer Arzt und Hochschullehrer.

## Berufliche Entwicklung
Hensing wurde als Sohn einer Arztfamilie geboren. Im Alter von 18 Jahren schrieb er sich an der philosophischen Fakultät der Universität Leipzig ein. Sein Vorhaben, Theologie zu studieren, wurde durch eine schwere Krankheit unterbrochen. Die Exerzitien-artige Studierweise an der theologischen Fakultät hatte ihn zunehmend in tiefe Depressionen getrieben. Nachdem er sich von dieser Krankheit erholt hatte, immatrikulierte er sich 1704 als Student an der medizinischen Fakultät in Leipzig. Er schloss sein Studium an der Universität Gießen ab, wo er, abgesehen von einem mehrjährigen Aufenthalt in Frankfurt, bis an sein Lebensende blieb.
Zunächst war Hensing ab 1706 Kreisarzt in Wetzlar bzw. Gießen und ab 1710 Arzt in Frankfurt am Main, bis er 1712 zum Privatdozenten für Medizin an der Universität ernannt wurde. Im Jahr 1717 wurde er zum außerordentlichen Professor ernannt, und fünf Jahre später erhielt er den Titel eines ordentlichen Professors für Natur- und Chemiephilosophie an der philosophischen Fakultät. Bei seinen Beförderungen hatte er das Glück, Georg Christoph Möller als Mentor zu haben, als er seine medizinische Praxis begann. Möller war Arzt am Reichskammergericht zu Wetzlar (1709–1740), Extraordinarius für Medizin (1700–1717) an der Universität in Gießen, Stadt-Physikus in Nidda und Lehrer des Lorenz Heister. Möller hatte unter anderem den Chemieunterricht an der Medizinischen Fakultät geleitet, und Hensing folgte ihm in dieser Rolle. Die Laboratorien ermöglichten es dem jungen Professor, eine tabellarische Studie über die chemische Zusammensetzung des Gehirns durchzuführen, deren Ergebnisse er 1719 unter dem Titel Cerebri Examen Chemicum ex eodemque Phos-phorem singularem omnia inflammabilia accendentem veröffentlichte.
Hensing wählte das Gehirn als Studienobjekt, weil er dieses Organ als den wahrhaftigen Thron der Seele und den Sitz der Weisheit erkannte. Die Anwendung der chemischen Analyse zum Verständnis solch abstrakter Vorstellungen war in der Tat ein materialistischer Vorschlag, obwohl Hensing kaum erwarten konnte, seine Arbeit mit einer präzisen chemischen Entdeckung über das Gehirn zu beenden. Er veröffentlichte die Ergebnisse seiner Studie in lateinischer Sprache unter dem Titel: Die chemische Untersuchung des Gehirns und des einzigartigen Phosphors, aus dem es alle brennbaren Stoffe entzündet.
Hensings Analyse des Gehirns umfasste die flüchtigen Bestandteile (vor allem Wasser), die festen Bestandteile und die Asche. Die Untersuchung der Asche ergab das Vorhandensein von elementarem Phosphor. Dies war eine höchst originelle Entdeckung, denn bis zu Hensings Arbeit hatte man Phosphor nur in menschlichem Urin, aus dem er kommerziell hergestellt wurde, und in der Asche von Pflanzen gefunden. Hensing erhielt durch Vermischen von Rinderhirn mit Alaun, einem aluminiumhaltigen Salz der Schwefelsäure, nach mehrtägiger Destillation und Erhitzung im Kohlenfeuer bei Temperaturen über 200 °C einen schwarzen, pulvrigen Rückstand. Beim Versuch diesen Stoff auf einer Papierunterlage in seiner Hand für weitere Untersuchungen zu transportieren, entzündete sich dieser spontan unter Feuer- und Leuchterscheinung.
Obwohl seine Entdeckung in der Folgezeit von einigen Autoren erwähnt wurde, findet sich in den Schriften der populärsten Autoren von Chemieschriften und Kompendien am Ende des achtzehnten Jahrhunderts kein Hinweis darauf. Die Arbeit des Gießener Chemikers erlangte wahrscheinlich erst größere Aufmerksamkeit, nachdem sie von Johann Friedrich John in seiner Übersetzung der Dissertation von Louis-Nicolas Vauquelin und in seinen umfassenden chemischen Tabellen des Tierreichs erwähnt wurde.

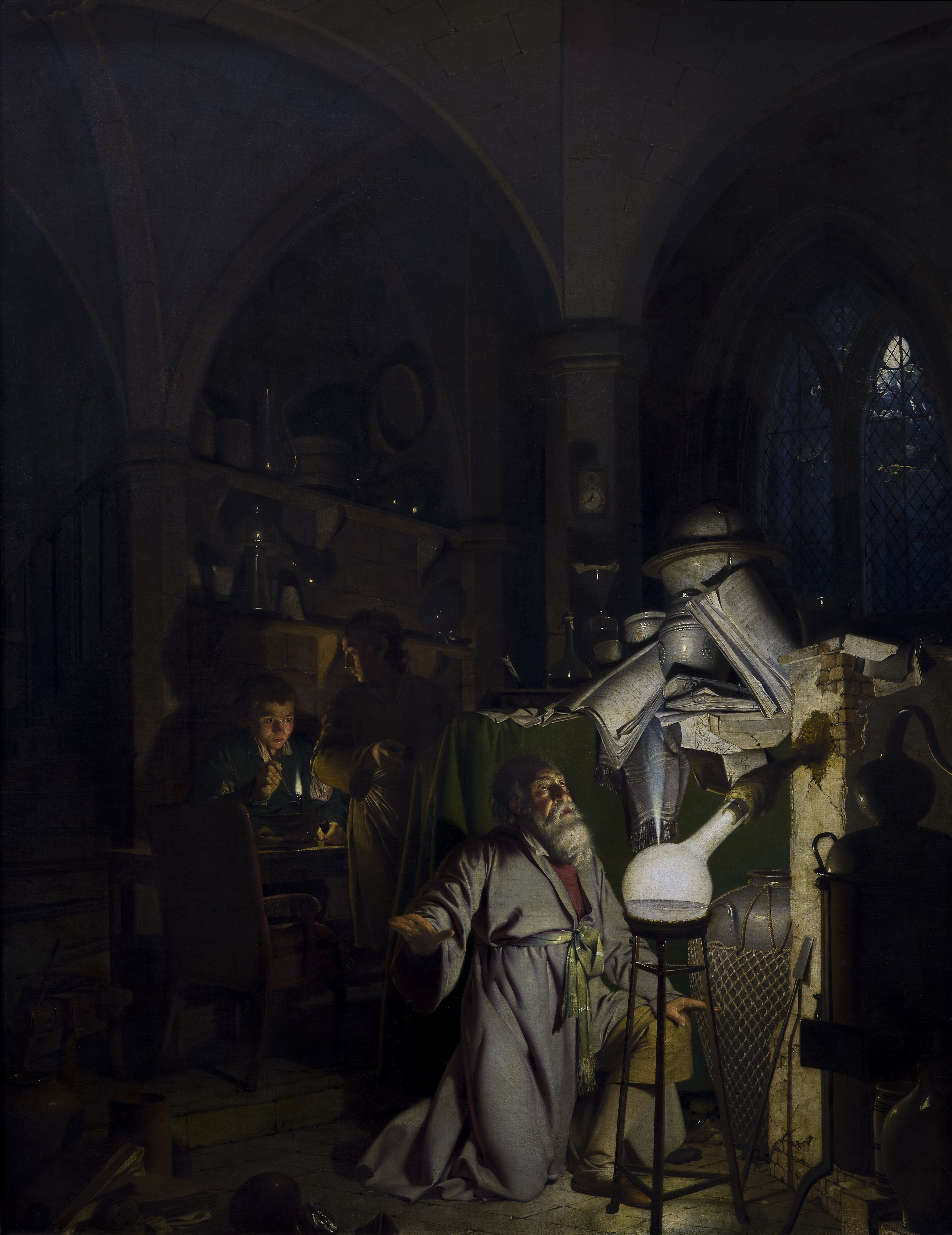
Ein Alchemist, vermutlich Hennig Brand, auf der Suche nach dem Stein der Weisen, entdeckt Phosphor und betet für den erfolgreichen Abschluss der Operation, wie es der Brauch der antiken chymischen Astrologen war

Viele Jahre später stellte Ludwig Thudichum fest, dass die Entdeckung von Hensing die früheste eindeutig chemische Analyse zur Erforschung der Gehirnmasse gewesen sei. Die Entdeckung des Phosphors wurde zweifellos durch die Methoden von Hennig Brand und Johannes Kunckel, den Entdeckern des Phosphors, gemacht und war eines der vielen Ergebnisse des großen Impulses, den die damaligen wunderbaren Produktionen dieser vollendeten Apotheker dem Studium der Chemie in den wichtigsten europäischen Ländern gegeben hatten. Die Entdeckung von Phosphor im Gehirn war besonders faszinierend, da seine Eigenschaften, insbesondere seine Lichtemission (Phosphoreszenz), für einige eine Art Beziehung zum Denken und zur Produktion von Ideen nahelegten. Viele Jahre später schlug der französische Arzt und Philosoph Pierre-Jean-Georges Cabanis eine enge Beziehung zwischen Phosphor und geistigen Zuständen vor und behauptete sogar, dass das Element im Gehirn gebildet wird. Die Ansicht von Cabanis hatte bis weit ins neunzehnte Jahrhundert hinein Einfluss, obwohl Johann Friedrich John den vitalen Ursprung von Phosphor widerlegt hatte.

## Familie
Er war ein Sohn von Susanna und Matthias Hensing, einem Chirurgen. Er heiratete Maria Juliana Nitzsch, eine Tochter des Friedrich Nitzsch, der hessischer Gerichtsassessor an der juristischen Fakultät und Vizekanzler der Universität Gießen war. Mit ihr bekam er den Sohn Friedrich Wilhelm Hensing und die Tochter Juliana Johannetta Philippina Hallwachs, geb. Hensing (* 26. März 1723 in Gießen; † 1. Februar 1777 in Alsfeld), verheiratet in Gießen am 9. Januar 1744 mit Johann Konrad Hallwachs (1718–1789), einem Amtmann und Regierungsrat.